# Heinz Büttner

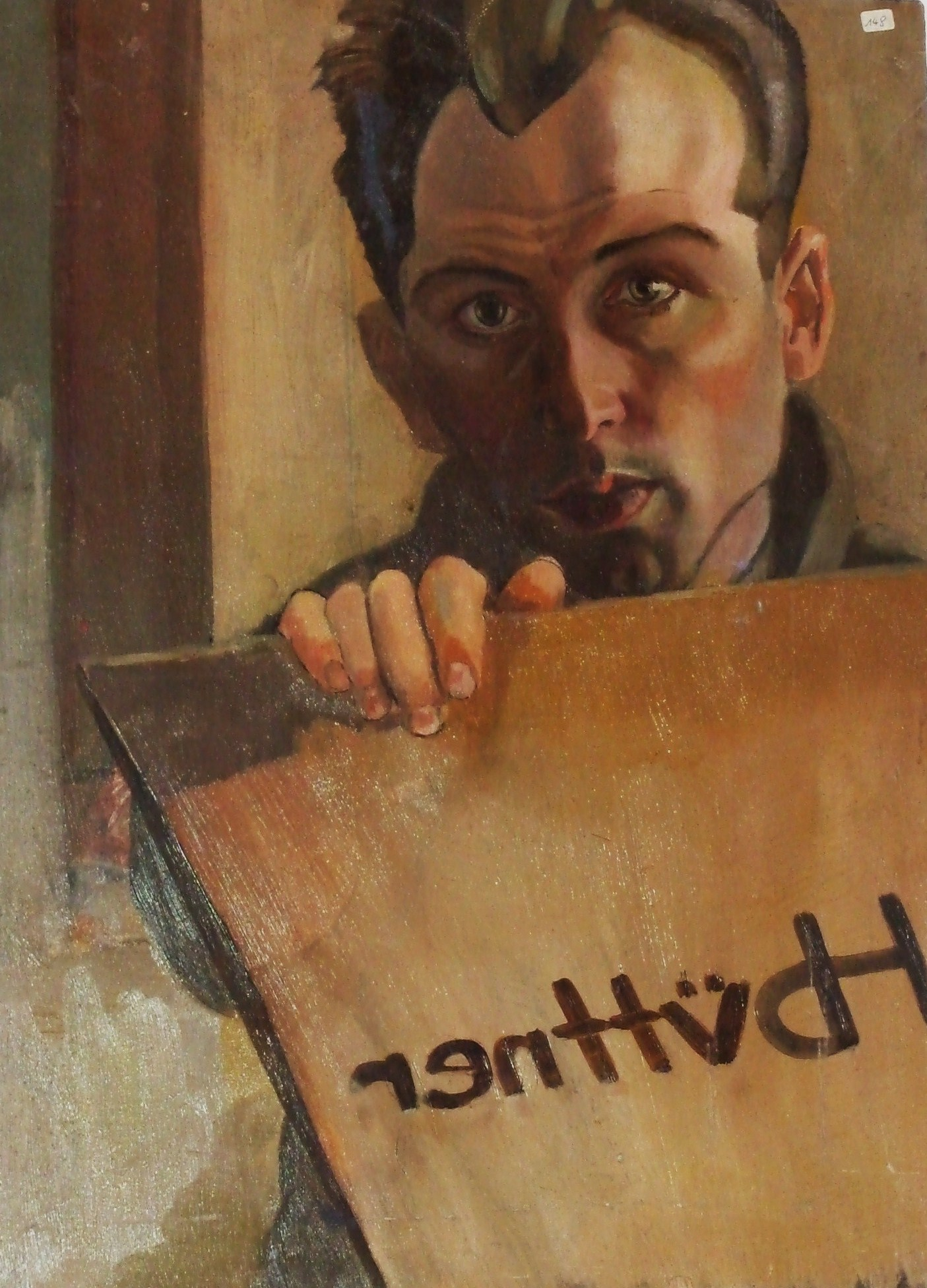
Selbstbildnis 1934

Heinz Karl Max Büttner (* 14. Juli 1907 in Berlin; † 30. August 1992 ebenda) war ein deutscher Expressionist. Seine von der Sezession geprägten, später dem Realismus zugewandten Werke charakterisieren seine Arbeit.

## Leben
Büttner wurde in Neukölln (Rixdorf) Ringbahnstr. 32 als drittes von fünf Kindern des Tischlers Otto Büttner und Ehefrau Luise B. geboren. Nach der Volksschule wurde er als Kunst-Schriftmaler ausgebildet und lernte unter Anleitung bei seinem Onkel Erich Büttner Graphik und Malerei. Nach seiner Lehre setzte er sein Studium an der Kunsthochschule zu Berlin bei den Professoren E. Orlik, Spiegel, Klein, Sandkul und Täuber sowie Hildebrandt (1924 bis 1930) fort. Büttner besaß den Berufsausweis für freie Kunstschaffende und war Mitglied im Verband Bildender Künstler der DDR.
Ausstellungen im In- und Ausland sowie Ehrungen & Auszeichnungen prägten seinen Lebensweg. Er erstellte zum Beispiel kartographische Arbeiten verschiedener Art, Schriften aller Größen und Formen, Kirchen-, Wand-, Decken-, Bodenmalereien sowie auch Restaurierungen von Bildkunstwerken.
Heinz Büttner wurde 85 Jahre und starb an den Folgen eines Unfalls im Pflegeheim in Berlin-Prenzlauer Berg.

## Werke

### Ab 1924 ausgestellt in
- Jury Freie (ULAP); Berlin
- Akademie (Pariser Platz); Berlin
- Berliner Sezession; Berlin
- Hochschule Hardenbergstr.;Berlin
- Stadt-(Lichtenberg); Berlin

### Ab 1945 ausgestellt in
- Metropol-Theater; Berlin
- Volksbühne Kastanienallee; Berlin
- Kulturhaus Diesterweg; Berlin
- Galerie im Turm (Frankfurter Allee); Berlin
- Fernsehturm (Alex); Berlin
- Club d. Kult. J.R.Becher; Berlin
- Fernsehfunk (Bln.); Eisenhüttenstadt
- Fernsehfunk (Bln.); Potsdam
- Tallinn UdSSR; Estland
- Sotschi UdSSR; Russland
- Moskau UdSSR; Russland
- Gedenk-Ausstellung 1. Oktober – 15. Oktober 1992 – Finowstraße 19 Ecke Weserstraße Berlin (D)

## Bildwerke

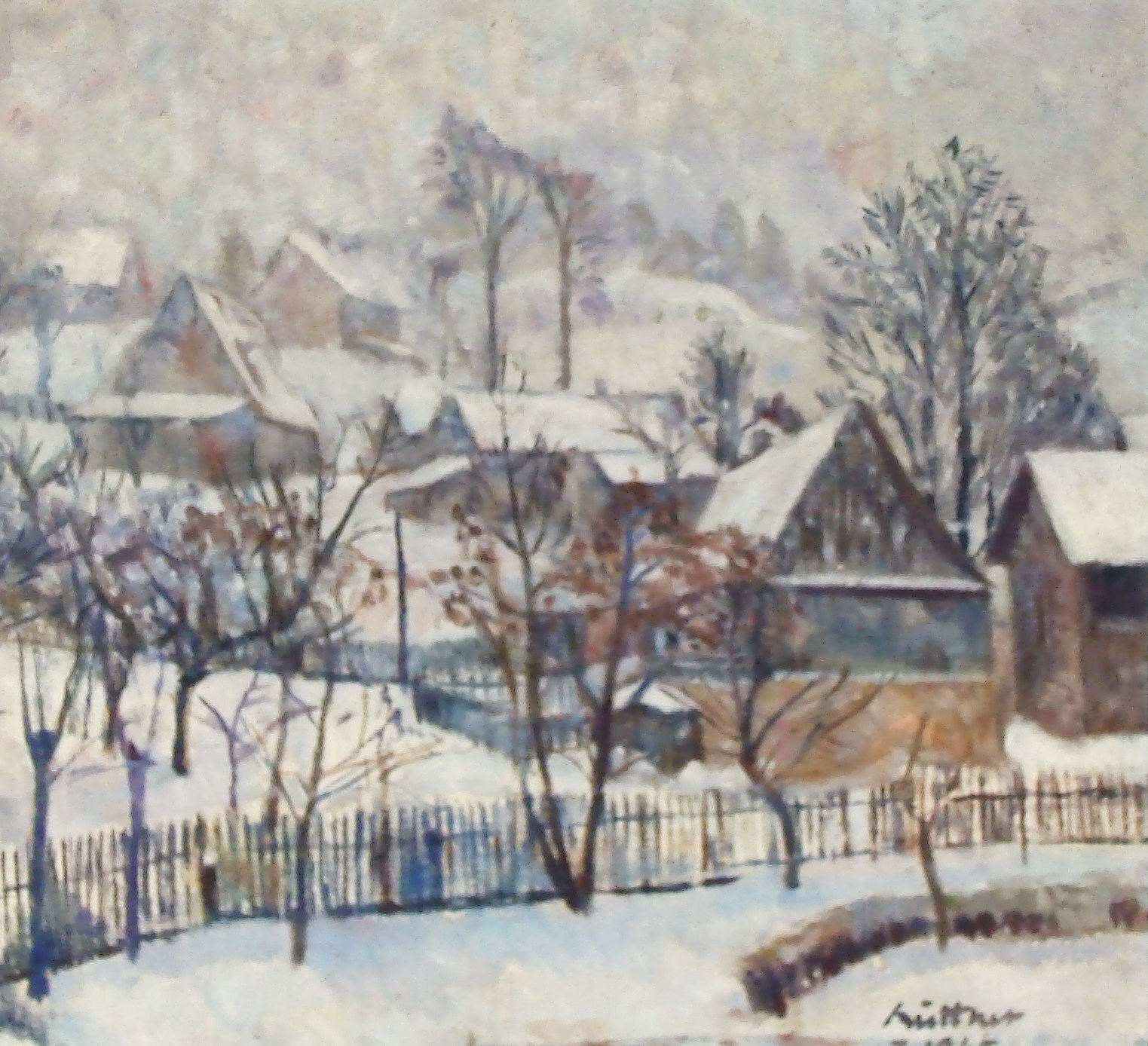
Eulau CZ 1945
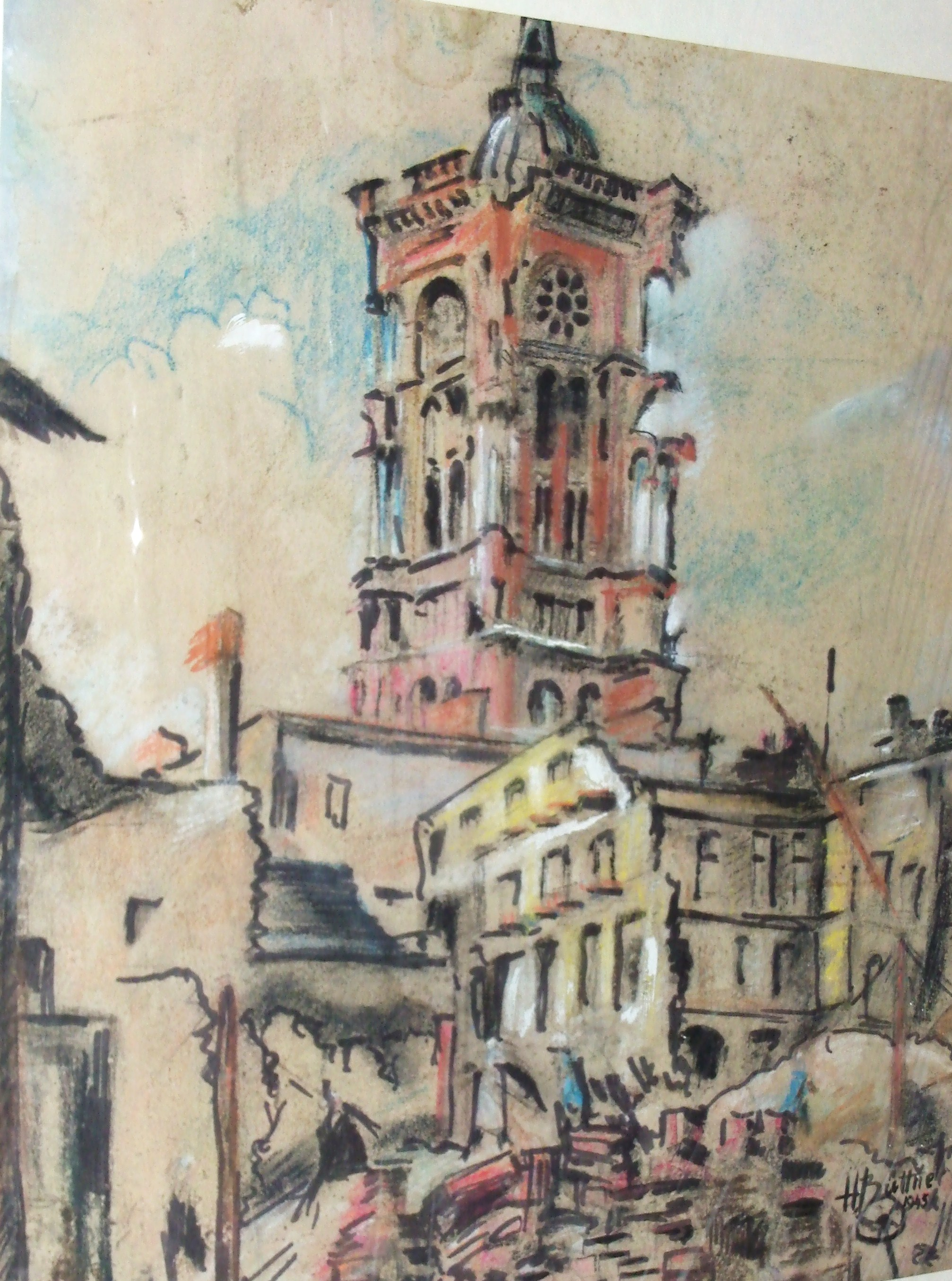
Rotes Rathaus Berlin 1945
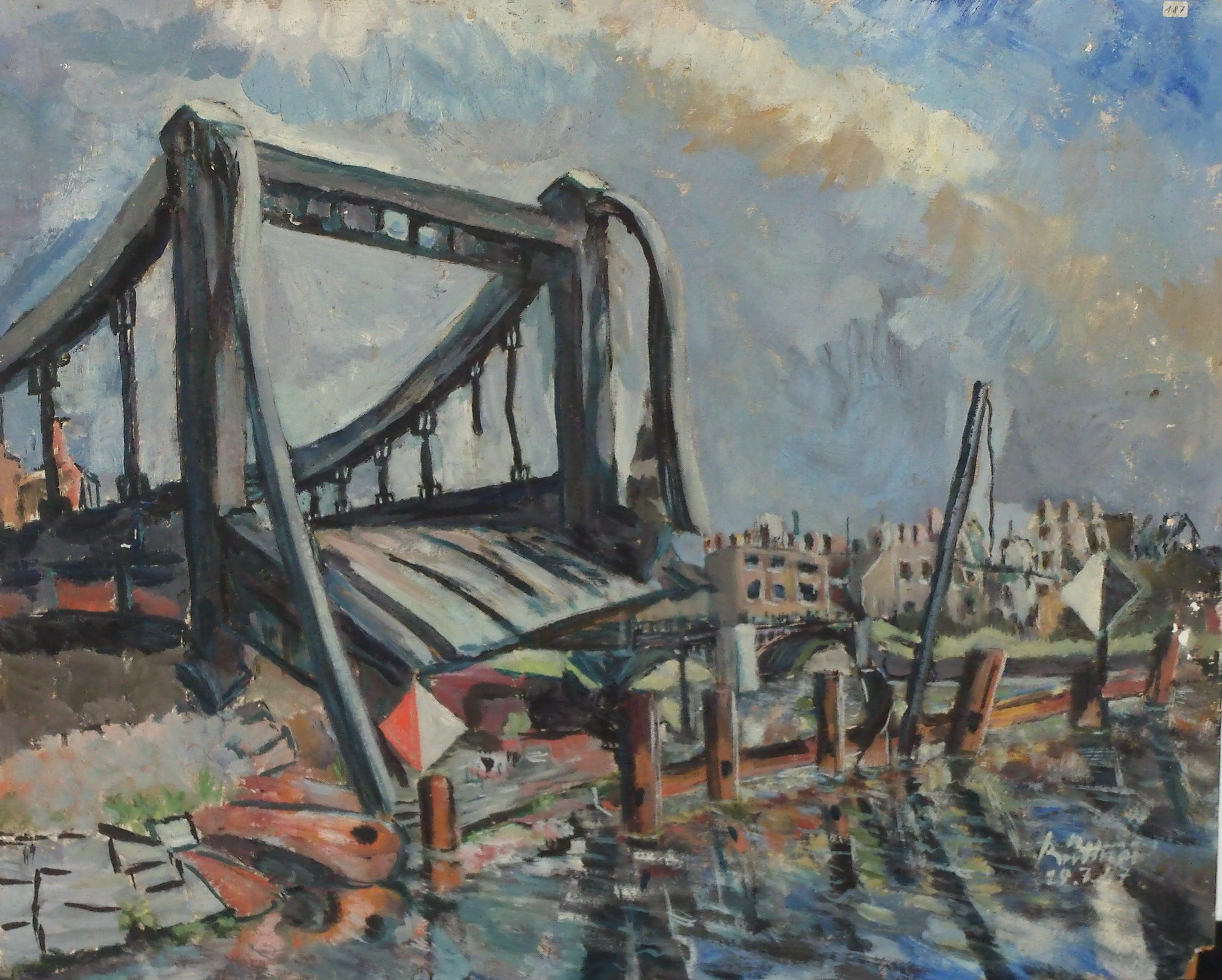
Berlin 1946
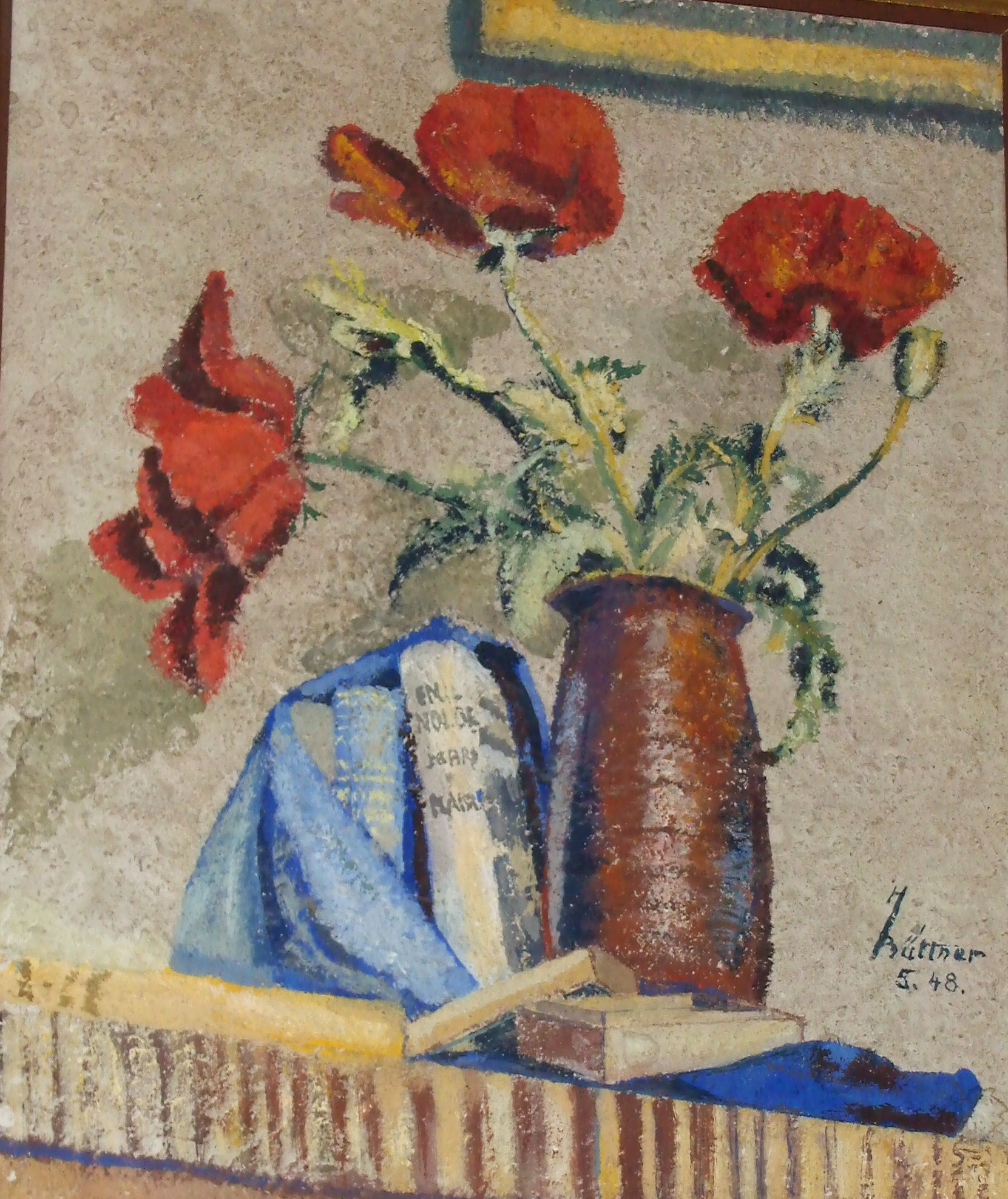
Hochzeit 1948
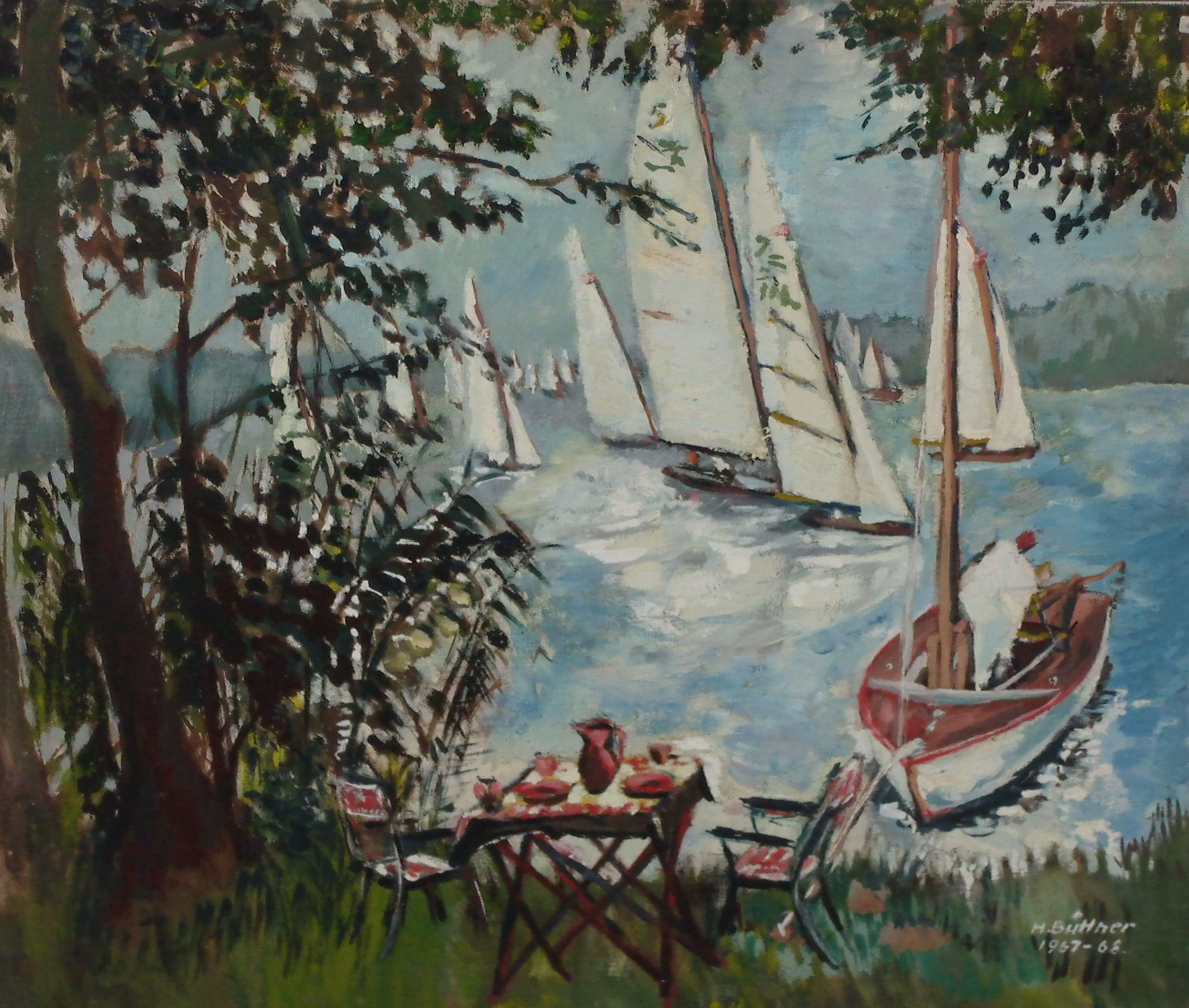
Berlin - Grünau 1976